# 길버트와 설리번

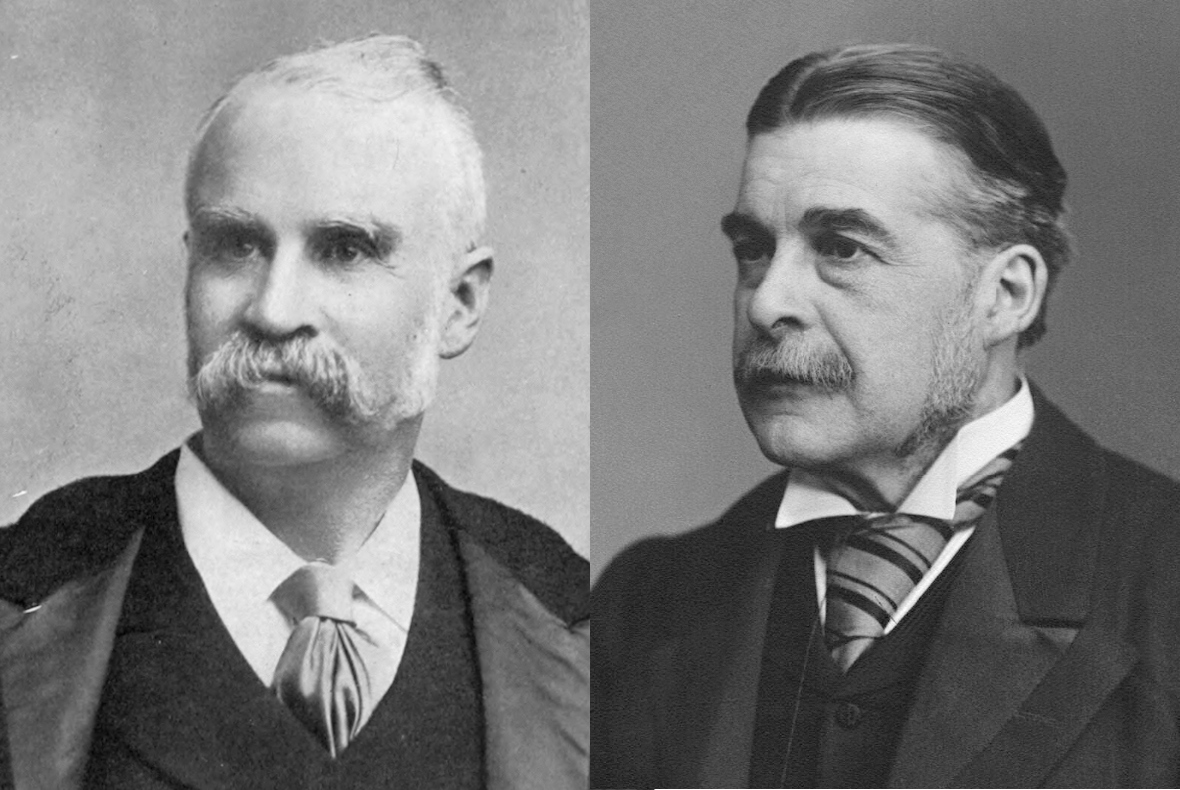

길버트와 설리번(영어: Gilbert and Sullivan)은 빅토리아 시대에 활동한 W. S. 길버트와 아서 설리번을 부르는 명칭이다.
두 사람은 1871년부터 1896년까지 14편의 코믹 오페라를 공동작업했는데, 그 중 전함 피나포어 (오페라), 펜잔스의 해적, 미카도 (오페라)가 가장 잘 알려져 있다.
이 오페라의 대본을 쓴 길버트는 각각의 부조리가 논리적인 결론에 도달하는 환상적인 "뒤죽박죽" 세계를 만들었다. 요정은 영국 영주와 팔꿈치를 맞대고 유혹은 중대한 범죄이며 곤돌라 사공은 군주제로 올라가고 해적은 등장한다. 길을 잃은 귀족처럼. 길버트의 6년 후배인 설리번이 음악을 작곡하여 유머와 애절함을 모두 전달할 수 있는 기억에 남는 멜로디를 작곡했다.
그들의 오페라는 국제적으로 광범위하고 지속적인 성공을 거두었으며 여전히 영어권 세계에서 자주 공연되고 있다. 길버트와 설리번은 20세기 뮤지컬 극장의 발전에 직접적인 영향을 미친 내용과 형식의 혁신을 도입했다. 오페라는 정치적 담론, 문학, 영화, 텔레비전에도 영향을 미쳤으며 유머 작가들에 의해 널리 패러디되고 모방되었다. 프로듀서였던 카르테(Richard D'Oyly Carte)는 길버트와 설리번을 한데 모아 그들의 협력을 육성했다. 그는 1881년에 사보이 극장(Savoy Theatre)을 건립하여 공동 작품(사보이 오페라)을 선보였으며 회사(D'Oyly Carte Opera Company)를 설립하여 100년 이상 길버트와 설리번의 작품을 공연하고 홍보했다.